# Værløse BK

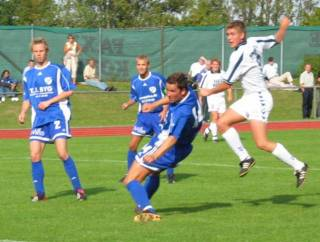
Værløse BK in actie in 2003

Værløse BK is een Deense voetbalclub uit Værløse. De club werd in 1950 opgericht en speelt anno 2008 in de Deense tweede divisie Oost, de op twee na hoogste voetbalcompetitie in Denemarken.